# Коргубское общество
Коргубское общество — сельское общество, входившее в состав Ругозерской волости Повенецкого уезда Олонецкой губернии.
Общество объединяло населёные пункты, расположенные возле деревни Коргуба и на территориях, прилегающих к ней.
В настоящее время территория общества относится к Муезерскому району Карелии
Согласно «Списку населённых мест Олонецкой губернии по сведениям за 1905 год» общество состояло из следующих населённых пунктов:
| Номер по порядку | Название населённого пункта | Название реки или озера, на котором расположено поселение | Расстояние до уездного города в верстах |
| 4280             | 1. Кузна́волок               | Оз. Ельмозере                                             | 169                                     |
| 4281             | 2. Коргуба                  | Оз. Коргубе                                               | 186                                     |
| 4282             | 3. Щу́ка-гора́                | Оз. Унос-озере                                            | 194                                     |
| 4283             | 4. О́ндозеро                 | Оз. Ондозере                                              | 194                                     |
| 4284             | 5. Кирас-озеро              | Оз. Кирас-озере                                           | 226                                     |
| 4285             | 6. Евжезеро                 | Оз. Евжезере                                              | 204                                     |